# Zoning Resolution für New York City
Die Zoning Resolution für New York City (engl. Zoning Law) ist eine Bauvorschrift der Stadtverwaltung von New York City. Sie regelt für das gesamte Stadtgebiet verbindlich die Flächennutzung, die Nutzungsintensität und die physische Form der Bebauung (also beispielsweise die Gebäudehöhe, Abstände zur Straße und zu anderen Gebäuden) und andere Aspekte der Flächennutzung, wie etwa die Mindestgröße von Höfen und Gärten oder die Bereitstellung von Parkplätzen. Baustandards sind nicht Inhalt dieser Vorschrift, diese werden im Building Code festgelegt.

## Geschichte

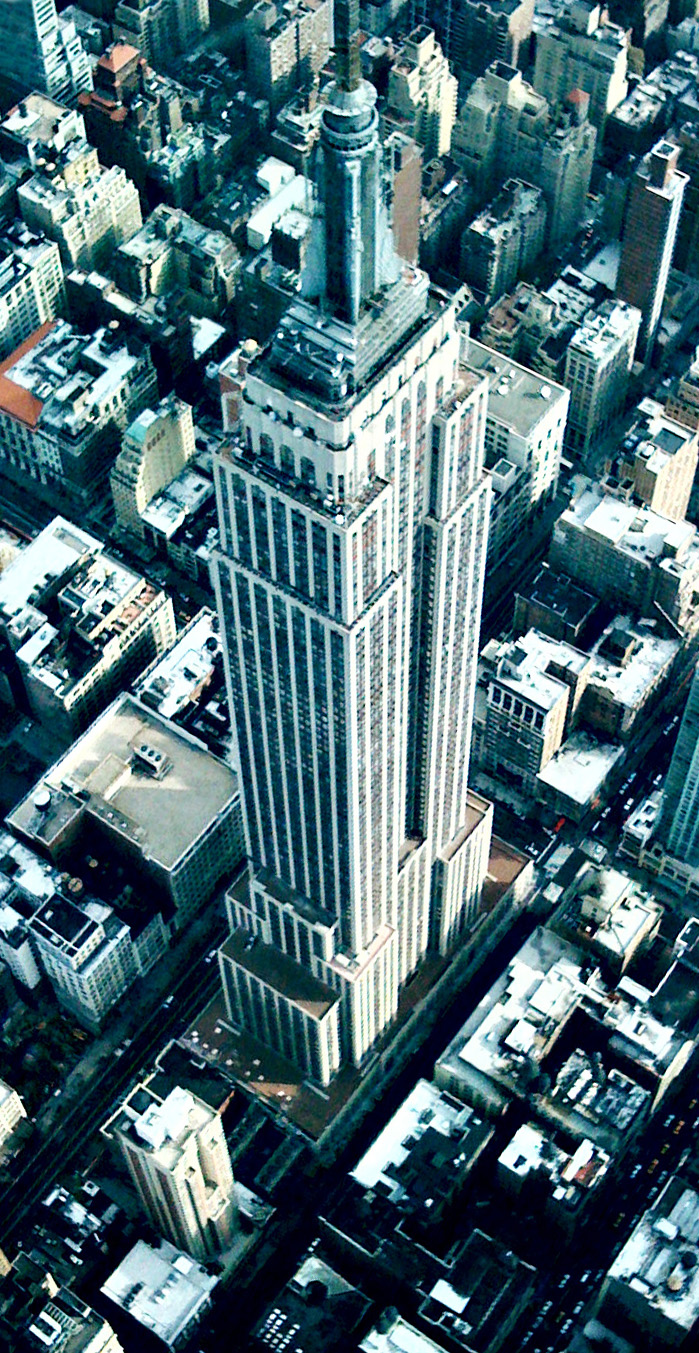
Das Empire State Building von oben mit den gut erkennbaren Rückstufungen

Die Zoning Resolution für New York City von 1916 war die erste Zoning Resolution in den Vereinigten Staaten. Sie war wegweisend für die Städteplanung in den gesamten USA und prägte entscheidend die Skyline von Manhattan mit den charakteristischen Rückstufungen (setbacks; die Gebäude werden mit zunehmender Höhe dünner) an Wolkenkratzern, wie dem Empire State Building oder dem Chrysler Building. Ansätze, die physische Struktur der Stadt zu kontrollieren, hatte es aber schon zuvor gegeben – durch verschiedene Tenement House Acts hatte die Stadtverwaltung bereits ab 1867 versucht, bestimmte bauliche Mindeststandards für Mietshäuser durchzusetzen.
Die Zoning Resolution für New York City wurde 1916 von Edward Bassett, einem der Gründungsväter der modernen Stadtplanung, und dem Bürgermeister von Manhattan, George McAneny, realisiert.
Anlässe hierfür waren, dass es Beschwerden über inkompatible Landnutzungen gab (z. B. Wohngebiete neben Schwerindustrie), was zur Gesundheitsgefährdung von Anwohnern führte, und der Bau immer höherer Wolkenkratzer, wie die Errichtung des 1915 fertiggestellten Equitable Building. Man sah auf Seiten der Stadtverwaltung eine Entwicklung auf sich zukommen, in deren Verlauf immer mehr Häuser immer höher würden und ganz dicht beieinander stünden, so dass die Straßen zwischen ihnen wie schmale Schluchten wirkten und immer weniger Licht bekämen. Die Zoning Resolution besagte deshalb, dass Gebäude zurückgestuft werden müssen, je höher sie werden. Die gesamte Stadt wurde außerdem in verschiedene Distrikte (zones) unterteilt, in denen nur bestimmte Flächennutzungen erlaubt waren. So wurde beispielsweise Schwerindustrie in einem Wohngebiet verboten.
Im Laufe der Zeit jedoch zeigte sich die Zoning Resolution von 1916 den Anforderungen der Stadtplanung nicht mehr gewachsen. Das Wachstum der Einwohnerzahl New Yorks von 5 Millionen im Jahr 1916 auf fast 8 Millionen 1961, die Einführung des sozialen Wohnungsbaus und insbesondere die massenweise Verbreitung des Automobils machten eine grundsätzliche Überarbeitung der Zoning Resolution notwendig, die (theoretisch) eine (völlig unrealistische) Einwohnerzahl New Yorks von 55 Millionen Menschen erlaubt hätte.

## Inhalt
Die heute gültige Zoning Resolution wurde am 15. Dezember 1961 erlassen und ersetzte die bis dahin gültige Zoning Resolution aus dem Jahr 1916. Allerdings unterliegt die Zoning Resolution der ständigen Anpassung und Überarbeitung durch das New York City Department of City Planning, so dass die Zoning Resolution in ihrer heute gültigen Version nur noch in Grundzügen mit der Originalfassung von 1961 übereinstimmt.
Die Zoning Resolution besteht aus zwei Teilen: Dem Zoning Text, in dem die einzelnen Nutzungsarten definiert und die Nutzungsbeschränkungen sowie die Gebäudeform für die einzelnen Zoning Districts festgelegt werden und der Zoning Map, auf der die Grenzen der einzelnen Zoning Districts graphisch für das gesamte New Yorker Stadtgebiet festgelegt sind.
Grundsätzlich gibt es drei verschiedene Arten von Zoning Districts:
- Wohngebiete (Residence Districts), in der Zoning Map mit einem „R“ gekennzeichnet – in Wohngebieten ist generell keine gewerbliche oder industrielle Nutzung erlaubt;
- Gewerbegebiete (Commercial Districts), mit einem „C“ gekennzeichnet – bis auf wenige Ausnahmen ist in den mit „C“ gekennzeichneten Gebieten auch eine Wohnnutzung erlaubt, jedoch keine industrielle Nutzung;
- Industriegebiete (Manufacturing Districts), mit einem „M“ gekennzeichnet – in fast allen Industriegebieten ist eine gewerbliche Nutzung mit Auflagen erlaubt, jedoch fast überall eine Wohnnutzung verboten;
- in Parks gilt kein Zoning;
- zusätzliche Regelungen gelten für Land entlang der Küsten oder größerer Gewässer.

Durch nachgestellte Nummern und Buchstaben wird ein Zoning District genauer definiert, wobei in der Regel mit steigender Nummer die Nutzungsintensität steigt: Beispielsweise sind R1 Districts Wohngebiete mit freistehenden Einfamilienhäusern, R10 Districts sind Apartmentgebäude ohne (theoretische) Höhenbegrenzung. Nachgestellte Buchstaben in einer Zoning Bezeichnung (z. B. R6A) bezeichnen kontextuelle Distrikte, in denen spezielle Designvorschriften gelten, wie Höhenbeschränkungen, Mindesthöhen für die Fassade usw.

## Neueste Entwicklungen
Kontextuelle Distrikte sind eine relativ neue Weiterentwicklung des traditionellen Zonings, um ein homogeneres Stadtbild zu erzielen. Andere Neuerungen der letzten Jahre sind das Inclusionary Zoning, durch das versucht wird, mehr Sozialwohnungen zu bauen, indem Investoren erlaubt wird, höhere und größere Gebäude zu errichten, wenn sie einen bestimmten Anteil an Wohnungen für Einwohner mit niedrigem oder mittlerem Einkommen bereitstellen.
In Mixed-Use Districts wird versucht, verschiedene Flächennutzungen zu ermöglichen, um ein belebteres Stadtbild zu erhalten oder um den Übergang von einstigen Industriegebieten, in denen immer mehr Lofts von Künstlern übernommen werden, zu Wohngebieten zu erleichtern.
In den vergangenen Jahren wurden auch verstärkt Designelemente in das Zoning aufgenommen. So wurden beispielsweise Designrichtlinien für die Gestaltung von Uferzonen und Großparkplätzen in die Zoning Resolution aufgenommen.